# Trịnh Quang Vinh
Trịnh Quang Vinh là một cầu thủ bóng đá hiện đang đầu quân cho câu lạc bộ Viettel. Vị trí sở trường của anh là tiền đạo.
Không cao to (1,72m, nặng 63 kg) nhưng Quang Vinh sở hữu đầy đủ những tố chất của một tiền đạo bẩm sinh: sự nhanh nhạy, biết chớp thời cơ, chiếm lĩnh vị trí tốt để ghi bàn.Ngoài những tố chất ấy, Quang Vinh còn được đánh giá cao ở khả năng phối hợp, dù đối tác là Đặng Phương Nam hay Fatusi, Quang Vinh cũng luôn có được sự liên lạc hợp lý nhất.
Không chỉ chơi tiền đạo, với kỹ thuật cùng khả năng đi bóng tốc độ cao, Quang Vinh còn là một tiền vệ cánh. Bằng chứng là suốt giai đoạn hai của giải hạng nhất quốc gia 2007, khi Thể Công có ngoại binh, Quang Vinh đã chơi nổi bật ở hàng tiền vệ với óc quan sát và khả năng kiến thiết rất thông minh. Tinh thần thi đấu cũng là một điểm mạnh của cầu thủ khoác áo số 27 này. Nhiệt tinh trong từng pha bóng và sẵn sàng bị phạm lỗi nếu đó là một tình huống có lợi.
Quang Vinh đang nhận được vô vàn lời chúc tụng nhưng ít ai biết rằng hồi đầu mùa giải hạng nhất 2007 khi mới được lên đội 1, Quang Vinh đã phải chịu không ít ánh mắt nghi ngờ rằng anh là "lúa non", là giải pháp tình thế... Cũng rất ít người biết rằng Quang Vinh chính là đội trưởng lứa U-19 đầy triển vọng được Thể Công gửi đi tập huấn vào năm 2006 tại Bulgaria.
Mặc dù vậy, khi lên chơi ở V-League 2008, anh không được trọng dụng nhiều khi Thể Công đã có François Endene trên hàng tiền đạo chơi cặp cùng Đặng Phương Nam. Cả ở hàng tiền vệ, họ cũng đã có Nguyễn Ngọc Duy chơi hết sức ấn tượng và Quang Vinh chỉ thường được vào sân ở băng ghế dự bị.